# Robert Sacre
Robert Gregory Sacre (Baton Rouge, 6 giugno 1989) è un ex cestista statunitense con cittadinanza canadese.

## Carriera
È stato selezionato dai Los Angeles Lakers al secondo giro del Draft NBA 2012 (60ª scelta assoluta).
È partito per la prima volta in quintetto nella sconfitta 125-112 dei Lakers l'8 gennaio 2013 contro i Rockets, grazie agli infortuni di Dwight Howard, Pau Gasol e Jordan Hill. In quella partita ha registrato 10 punti, 4 stoppate e 2 assist (tutti massimi in carriera).
Con il Canada ha disputato i Campionati mondiali del 2010 e i Campionati americani del 2015.

## Statistiche

### NBA

#### Regular season
| Anno     | Squadra     | PG  | PT | MP   | TC%  | 3P% | TL%  | RP  | AP  | PRP | SP  | PP  |
| -------- | ----------- | --- | -- | ---- | ---- | --- | ---- | --- | --- | --- | --- | --- |
| 2012-13  | L.A. Lakers | 32  | 3  | 6,3  | 37,5 | 0,0 | 63,6 | 1,1 | 0,2 | 0   | 0,3 | 1,3 |
| 2013-14  | L.A. Lakers | 65  | 13 | 16,8 | 47,7 | 0,0 | 68,1 | 3,9 | 0,8 | 0,4 | 0,7 | 5,4 |
| 2014-15  | L.A. Lakers | 67  | 18 | 16,9 | 41,2 | 0,0 | 67,1 | 3,5 | 0,8 | 0,4 | 0,6 | 4,6 |
| 2015-16  | L.A. Lakers | 25  | 1  | 12,8 | 41,3 | 0,0 | 65,8 | 2,9 | 0,6 | 0,2 | 0,4 | 3,5 |
| Carriera | Carriera    | 189 | 35 | 14,5 | 43,6 | 0,0 | 67,1 | 3,1 | 0,7 | 0,3 | 0,6 | 4,2 |

#### Play-off
| Anno     | Squadra     | PG | PT | MP  | TC% | 3P% | TL% | RP  | AP  | PRP | SP  | PP  |
| -------- | ----------- | -- | -- | --- | --- | --- | --- | --- | --- | --- | --- | --- |
| 2013     | L.A. Lakers | 2  | 0  | 2,0 | 0,0 | 0,0 | 0,0 | 1,0 | 0,0 | 0,5 | 0,0 | 0,0 |
| Carriera | Carriera    | 2  | 0  | 2,0 | 0,0 | 0,0 | 0,0 | 1,0 | 0,0 | 0,5 | 0,0 | 0,0 |